# Бекънсфийлд
Бекънсфийлд (на английски: Beaconsfield) е град в южната част на област (графство) Бъкингамшър, регион Югоизточна Англия. Разположен е на територията на община Южен Бъкс недалеч от столицата Лондон. Населението на града към 2001 година е 12 292 жители.
Както при повечето британски градове, Бекънсфийлд се състои от стар град и нов град. Старият град, сам по себе си, е традиционна забележителност с културно-историческите примери от английската архитектура и средновековната църква посветена на Св. Дева Мария и Вси Светии. Бекънсфийлд обаче, е най-известен с легендарния парк приютяващ умален модел на селища и ландшафт наричан „Бекънскот Вилидж“. Паркът съдържа над 200 макета на сгради и умалени модели на водни площи и хълмове. Разположен е в централната част на новия град. Изграждането му започва в края на 1920-те години, което го прави най-стария умален селищен модел от този вид в света.

## География
Бекънсфийлд е разположен в района на хълмистата местност „Чилтърн Хилс“, обявена за природен парк. Само на около 4 километра в северозападно направление, започват крайните части на най-големия град в графството – Хай Уикъмб.
В непосредствена близост, по южната тангента на града, преминава Автомагистрала М40, която свързва столицата Лондон с Оксфорд и агломерацията на Бирмингам. На около 8 километра югоизточно, магистралата М40 прави връзка с Автомагистрала М25, която представлява най-външния околовръстен път на метрополиса Голям Лондон. Централните части на Лондонското Сити са разположени на около 35 километра в същата посока.